# Toni Petersen

Toni Petersen, 1905

Antonie, genannt Toni, Petersen (* 23. März 1840 in Hamburg; † 20. September 1909 ebenda) war eine deutsche Kunstförderin und Wohltäterin.

## Leben und Wirken

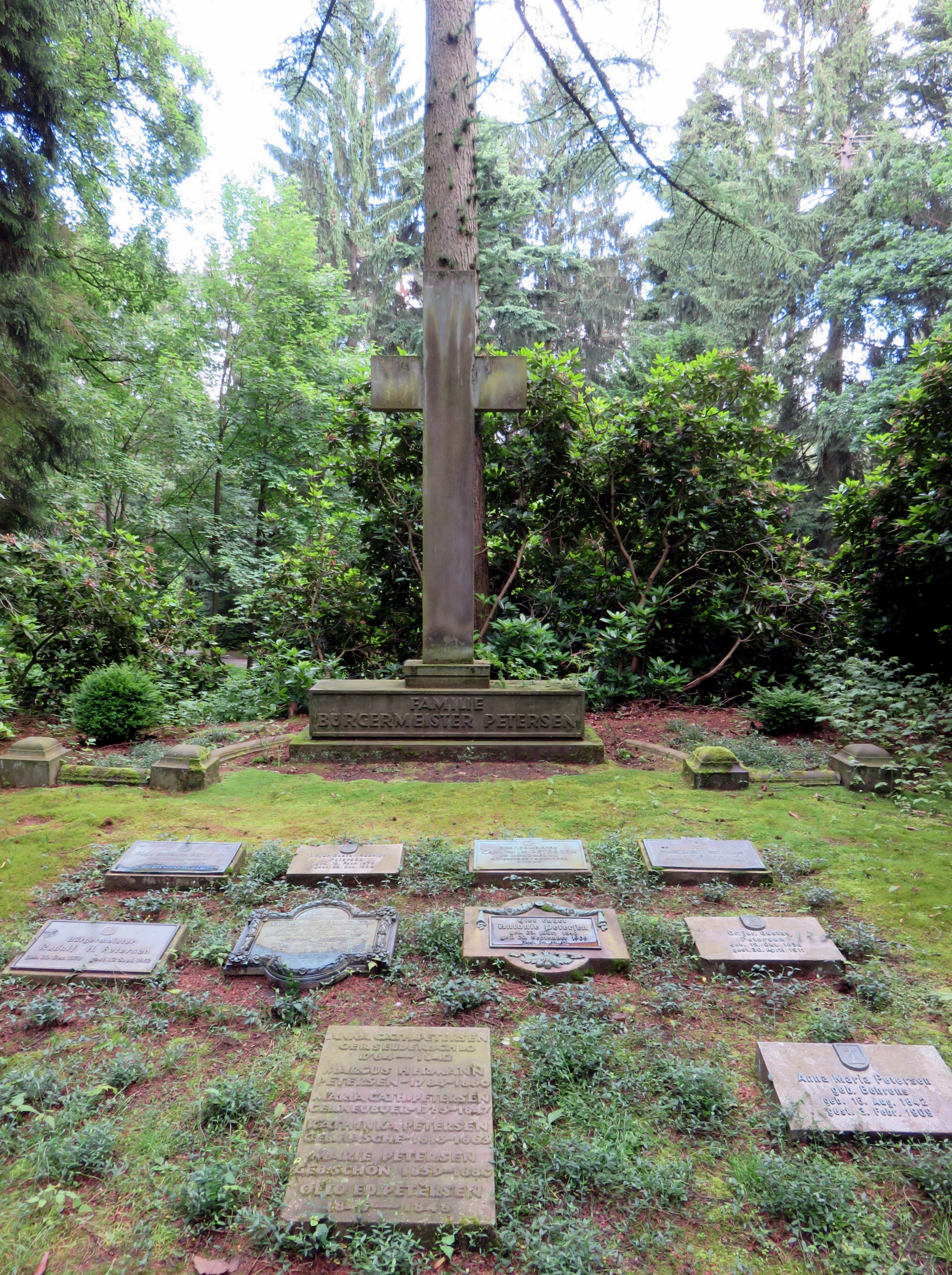
Grabstätte Antonie Petersen auf dem Friedhof Ohlsdorf: zweite Reihe, dritter Stein von links

Toni Petersen war eine Tochter des Hamburger Bürgermeisters Carl Friedrich Petersen und dessen Gattin Kathinka (* 19. März 1813 als Kathinka Hasche in Hamburg; † 4. September 1863 ebenda). Sie gehörte dem 1899 gegründeten Hauspflegeverein an. Der Verein versorgte bedürftige Familien und finanzierte Pflegerinnen für Zeiten, die Hausfrauen im Wochenbett verbrachten oder krank waren. Toni Petersen übernahm die Aufgaben des Vereins auf St. Pauli und bot dort Sprechstunden an. Zudem arbeitete sie in der Hamburger Ortsgruppe des Deutschen Evangelischen Frauenbundes/DEF mit.
Da Toni Petersen seit frühen Jahren an der Hüfte erkrankt war und daher unter Schmerzen litt, hatte sie nur wenig Aussichten, einen Ehemann zu finden. Vermutlich aus diesem Grund führte sie nach dem Tod ihrer Mutter den Haushalt ihres Vaters. Petersen, die Kunst und Musik unterstützte, machte dabei Bekanntschaften mit Johannes Brahms, Hans von Bülow und Richard Wagner, mit dem sie ein besonders freundschaftliches Verhältnis unterhielt.
Als die Bayreuther Festspiele finanzielle Probleme hatten, verkaufte Petersen für sie Patronatsscheine.
Als Dame aus gehobenem Haus übernahm Petersen den Vorsitz eines Damen-Komitees. In dieser Funktion übergab sie dem Hamburger Senat und der Bürgerschaft 1897 anlässlich der Einweihung des Hamburger Rathauses Präsente. Für den Senat hatte sie einen bestickten Wandbehang vorgesehen, der ein großes Stadtwappen zeigte. Dieser Schmuck wurde unter dem Baldachin für den Ersten und Zweiten Bürgermeister angebracht. Die Hamburgische Bürgerschaft erhielt von ihr einen bestickten Panneau. Dieser schmückte die Wand hinter dem Präsidenten der Bürgerschaft.
Nachdem die Frau ihres Bruders verstorben war, kümmerte sich Toni Petersen auch um dessen Haushalt. Ein Jahr nach ihrem Tod riefen Persönlichkeiten der Hamburger Gesellschaft ihr zur Ehre die Toni-Petersen-Freibettenstiftung ins Leben. Die Stiftung hatte ihren Sitz im Auguste-Viktoria-Pflegeheim in Bad Oldesloe.
Toni Petersen wurde auf dem Friedhof Ohlsdorf im Bereich der Petersen-Familienanlage bei AA 13, 1–12 an der Norderstraße nahe Nordteich beigesetzt.

## Ehrungen
Der Petersenkai im Hamburger Stadtteil Hamburger HafenCity wurde nach Toni Petersens Vater Carl Friedrich Petersen benannt. Im August 2017 hat der Hamburger Senat beschlossen, einige bereits vorhandene Straßenschilder mit einem Informationsschild zu versehen, um auf diese Weise zusätzlich die weiblichen Angehörigen zu ehren, dies betrifft auch Toni Petersen.